# Юниорская сборная СССР по хоккею с шайбой
Юниорская сборная СССР по хоккею с шайбой — хоккейная сборная, представлявшая Советский Союз на международных хоккейных соревнованиях. Управляющей организацией сборной выступала Федерация хоккея СССР.
Официально, в рамках ИИХФ, сборная просуществовала с 1967 года по 1991 год.

## История

### Чемпионаты Европы
В 1967 году был впервые проведен международный турнир сборных юниоров восьми стран, организованный по инициативе Федерации хоккея СССР и Чехословацкого хоккейного союза - турнир стал предшественником чемпионатов Европы среди юношей, который с 1968 стала проводить ИИХФ. Турнир выиграла сборная СССР. Первые 9 чемпионатов играли хоккеисты до 19 лет, начиная с 1977 возрастной ценз снижен до 18. В течение восемнадцати лет сборная СССР неизменно добывала медали разного достоинства. В чемпионате Европы 1986 года сборная осталась за пределами тройки призёров, довольствовавшись лишь 4-м местом.Потом последовали две бронзы Чемпионата Европы 1987,1988 годов. Полностью реабилитироваться за предыдущие два турнир юниорская сборная смогла уже на следующий год, выиграв золото на домашнем турнире в 1989 году в Киеве (СССР). Серебро было выиграно в 1990 году. Последний чемпионат Европы юниорская сборная СССР провела в 1991 году и заняла второе место.

### Мировой кубок вызова
Первый Кубок вызова состоялся в 1986 году в Квебеке, известный как Кубок Эссо 1986. В то время считалось, что это неофициальный чемпионат мира для юниоров моложе 17 лет. Он также используется в качестве инструмента для развития канадского любительского хоккея, а также научить хоккеистов играть на международном уровне. В турнире участвовали десять команд: пять региональных команд из Канады и сборные Финляндии, Чехословакии, США, Швеции и СССР. Сборная Квебека под руководством Пьера Таржена выиграла золото, одолев в финале Сборную СССР, в составе которых были Сергей Федоров и Александр Могильный. В 1988 году Сборная СССР впервые стала победителем турнира одолев в финале Юниорскую сборную Швеции. Последний турнир состоялся в 1990 году, где сборная СССР заняла лишь третье место.

## Награды юниорской сборной СССР
Чемпионат Европы по хоккею с шайбой среди юниорских команд
- золото: 11 (12) — (1967*, 1969, 1970, 1971, 1973, 1975, 1976, 1980, 1981, 1983, 1984, 1989)
- серебро: 7 — (1968, 1972, 1974, 1978, 1985, 1990, 1991)
- бронза: 5 — (1977, 1979, 1982, 1987, 1988)
- * Примечание: в 1967 году неофициальное первенство

Международные хоккейные турниры
- Мировой кубок вызова
- золото: 1 — (1988)
- серебро: 1 — (1986)
- бронза: 1 — (1990)
- Мемориал Ивана Глинки
- золото: 1 — (1991)

## Тренеры сборной
| Годы      | Тренер           | Достижения                                                                             |
| --------- | ---------------- | -------------------------------------------------------------------------------------- |
| 1967-1968 | Николай Пучков   | 1 раз чемпионы Европы, 1 раз серебро чемпионата Европы                                 |
| 1969-1972 | Николай Эпштейн  | 3 раза чемпионы Европы, 1 раз серебро чемпионата Европы                                |
| 1973      | Юрий Баулин      | 1 раз чемпионы Европы                                                                  |
| 1974-1975 | Юрий Морозов     | 1 раз серебро чемпионата Европы, 1 раз чемпионы Европы                                 |
| 1976      | Виталий Давыдов  | 1 раз чемпионы Европы                                                                  |
| 1977      | Анатолий Фирсов  | 1 раз бронза чемпионата Европы                                                         |
| 1978-1980 | Виталий Ерфилов  | 1 раз серебро чемпионата Европы, 1 раз бронза чемпионата Европы, 1 раз чемпионы Европы |
| 1981      | Евгений Зимин    | 1 раз чемпионы Европы                                                                  |
| 1982      | Виталий Ерфилов  | 1 раз бронза чемпионата Европы                                                         |
| 1983      | Евгений Зимин    | 1 раз чемпионы Европы                                                                  |
| 1984      | Марат Азаматов   | 1 раз чемпионы Европы                                                                  |
| 1985      | Владимир Викулов | 1 раз серебро чемпионата Европы                                                        |
| 1986      | Геннадий Сырцов  | 1 раз серебро турнира Мировой кубок вызова                                             |
| 1987      | Игорь Дмитриев   | 1 раз бронза чемпионата Европы                                                         |
| 1988      | Геннадий Цыгуров | 1 раз бронза чемпионата Европы, победа в турнире Мировой кубок вызова                  |
| 1989      | Николай Казаков  | 1 раз чемпионы Европы                                                                  |
| 1990      | Владимир Каменев | 1 раз серебро чемпионата Европы, 1 раз бронза турнира Мировой кубок вызова             |
| 1991      | Равиль Валиуллин | 1 раз серебро чемпионата Европы, победа в турнире Мемориал Ивана Глинки                |